# بقايا مدينة المنصورية (تونس)
 بقايا مدينة المنصورية (تونس)  هو معلم أثري تونسي مصنف من قبل المعهد الوطني للتراث يقع في ولاية القيروان في الوسط الغربي التونسي، تحديد في مدينة صبرة تم تصنيف المعلم في يوم 3 مارس 1915 .

## مقالات ذات صلة
- قائمة المعالم الأثرية المصنفة في تونس